# Die Blüte Griechenlands

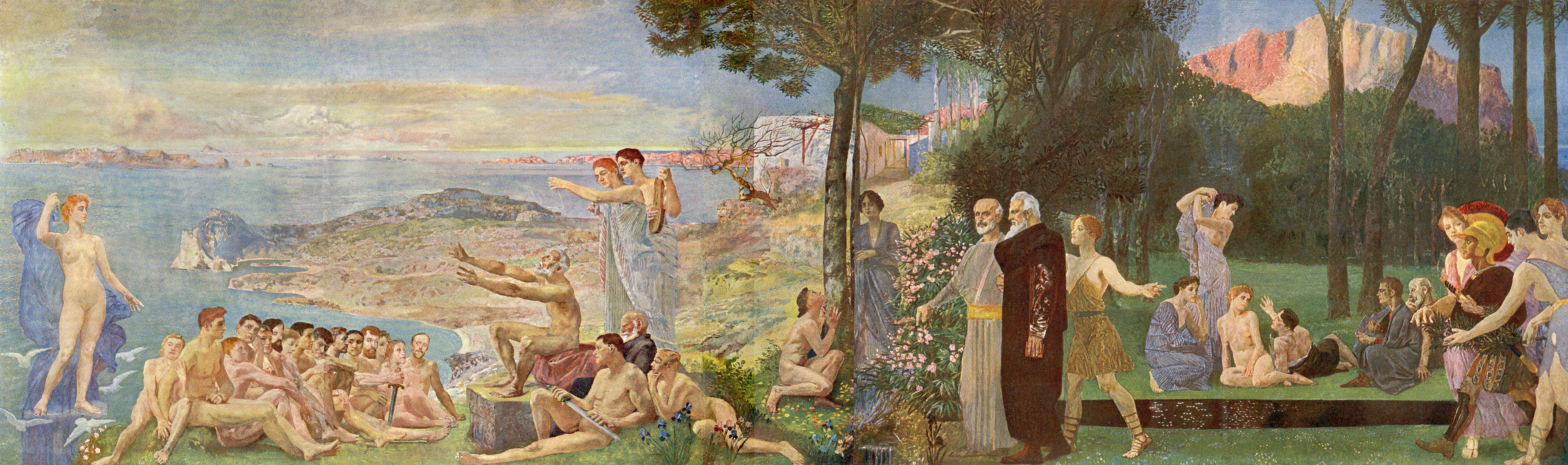
Die Blüte Griechenlands von Max Klinger, 1909

Die Blüte Griechenlands war ein Gemälde des deutschen Künstlers Max Klinger (1857–1920). Das Wandbild in der Aula des Augusteums wurde im Jahr 1909 im Rahmen der Feierlichkeiten zum 500-jährigen Bestehen der Universität Leipzig der Öffentlichkeit vorgestellt.

## Geschichte
Der Auftrag für das 6,15 × 20,30 Meter große Leinwandgemälde stand im Zusammenhang mit den Um- und Ausbauten der Universität durch Arwed Roßbach (1844–1902) im Auftrag der sächsischen Staatsregierung, die das Bild der Universität als Geschenk vermachte. Es war mit 125 Quadratmetern Klingers flächenmäßig größtes Gemälde. Noch im Jahr 1909 publizierte Paul Schumann (1855–1927) erstmals über das Bild. Es wurde von der Kritik ungewöhnlich einhellig positiv aufgenommen.
Klinger erhielt 1906 den Auftrag für das Gemälde auf der Basis eines maßstabsgerechten Farbentwurfs. Im eigentlichen Gemälde wich er dann teilweise erheblich vom Entwurf ab.  Das Kultusministerium hatte einen bereits an Klinger erteilten Auftrag Anfang Oktober 1905 ihm wieder entzogen, da es von ihm mehrfach vertröstet worden war, und brachte als Alternative Hermann Prell (1854–1922) ins Spiel. Auch Otto Greiner  (1869–1916) wurde im Mai 1906 angefragt, lehnte aber ab, da er in Rom war. Den Farbentwurf legte Klinger aber dann doch 1906 vor, den die Senatskommission annahm. Damit bekam Klinger den entzogenen Auftrag für  das Wandgemälde wieder zurück. Er vollendete das Werk fristgerecht 1909.

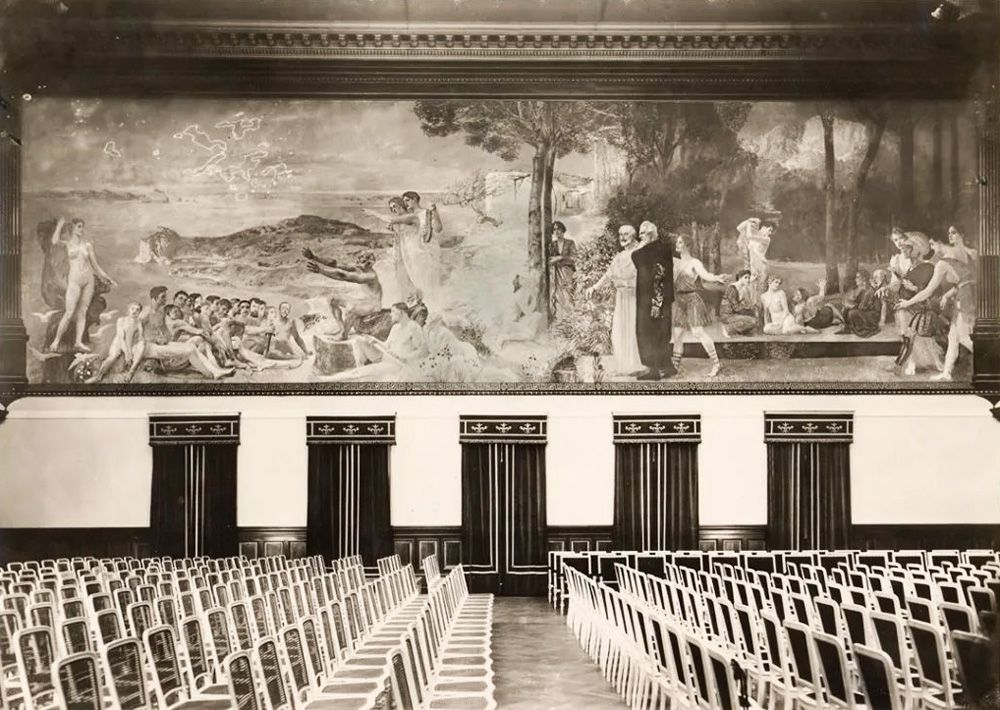
Das Bild an seinem Originalplatz in der Aula des Augusteums, um 1920

Mit dem Luftangriff vom 3. zum 4. Dezember 1943 gingen viele Einrichtungen wie auch dieses Gemälde verloren. Das Gemälde war „restlos“ verbrannt und verschwand schließlich aus dem kollektiven Gedächtnis. Dem letztlich entgegenzuwirken gab es im Jahr 2021 (dem Todesjahr von Max Klinger 1920 gewidmet) eine Sonderausstellung unter dem Titel: Max  Klinger und die Universität Leipzig: Das verlorene Aulabild im Kontext. Dazu erschien ein Begleitband, der erstmals den Entstehungsprozess dieses Gemäldes im konzeptionellen Zusammenhang darstellt. Dieses Gemälde ist undenkbar ohne die maßgebliche inhaltliche Mitwirkung der klassischen Altertumswissenschaften, insbesondere der Klassischen Archäologie. Eine bedeutsame Rolle hierbei spielte Franz Studniczka (1860–1929), mit dem Klinger selbst auch freundschaftlich verbunden war. Beispielsweise hatte Studniczka entscheidend dazu beigetragen, dass die Senatskommission der Leipziger Universität im Mai einstimmig für Klingers Entwurf stimmte und damit für die Wiederaufnahme des Auftrages an Klinger eintrat, dem zwischenzeitlich der Auftrag entzogen wurde. Jedoch sind auch der Psychologe Wilhelm Wundt (1832–1920), der Historiker Karl Lamprecht (1856–1915), der Chemiker Wilhelm Ostwald (1853–1932) und der Kunsthistoriker August Schmarsow (1853–1936) hierbei zu nennen. Zur Ausstellung gehörten u. a. Entwurfsskizzen bzw. Entwürfe Klingers. Inhaltlich bedeutet es auch sich u. a. auf die humanistischen Traditionen des alten Griechenlandes in einer archäologisch geprägten Thematik zu besinnen und zugleich eine ganzheitliche Perspektive einzunehmen. Klinger ging es bei seinem Monumentalgemälde nicht darum, die Wirklichkeit abzubilden, sondern um die Erzielung von Wirkung auf den Betrachter. Es geht um die symbolhafte Darstellung universeller Bildung. Und dem deutschen Bildungsbürgertum um 1900 galt die klassisch-griechische Kultur als vorbildhaft.
Zu bemerken ist, dass auch Friedrich Schinkel (1781–1841) bereits einen Blick in Griechenlands Blüte malte. Auch dieses gilt seit 1945 als Kriegsverlust als verschollen. Schinkel steht u. a. durch sein Schinkeltor mit der Universität Leipzig in Verbindung.
Als Wilhelm von Kaulbach (1805–1874) im Jahre 1845 von Friedrich Wilhelm IV. (1795–1861) den Auftrag erhielt, die gesamte Weltgeschichte in sechs großen Wandbildern für das Neue Museum in Berlin darzustellen, trug eines seiner Motive ebenfalls den Titel Die Blüte Griechenlands.

## Beschreibung

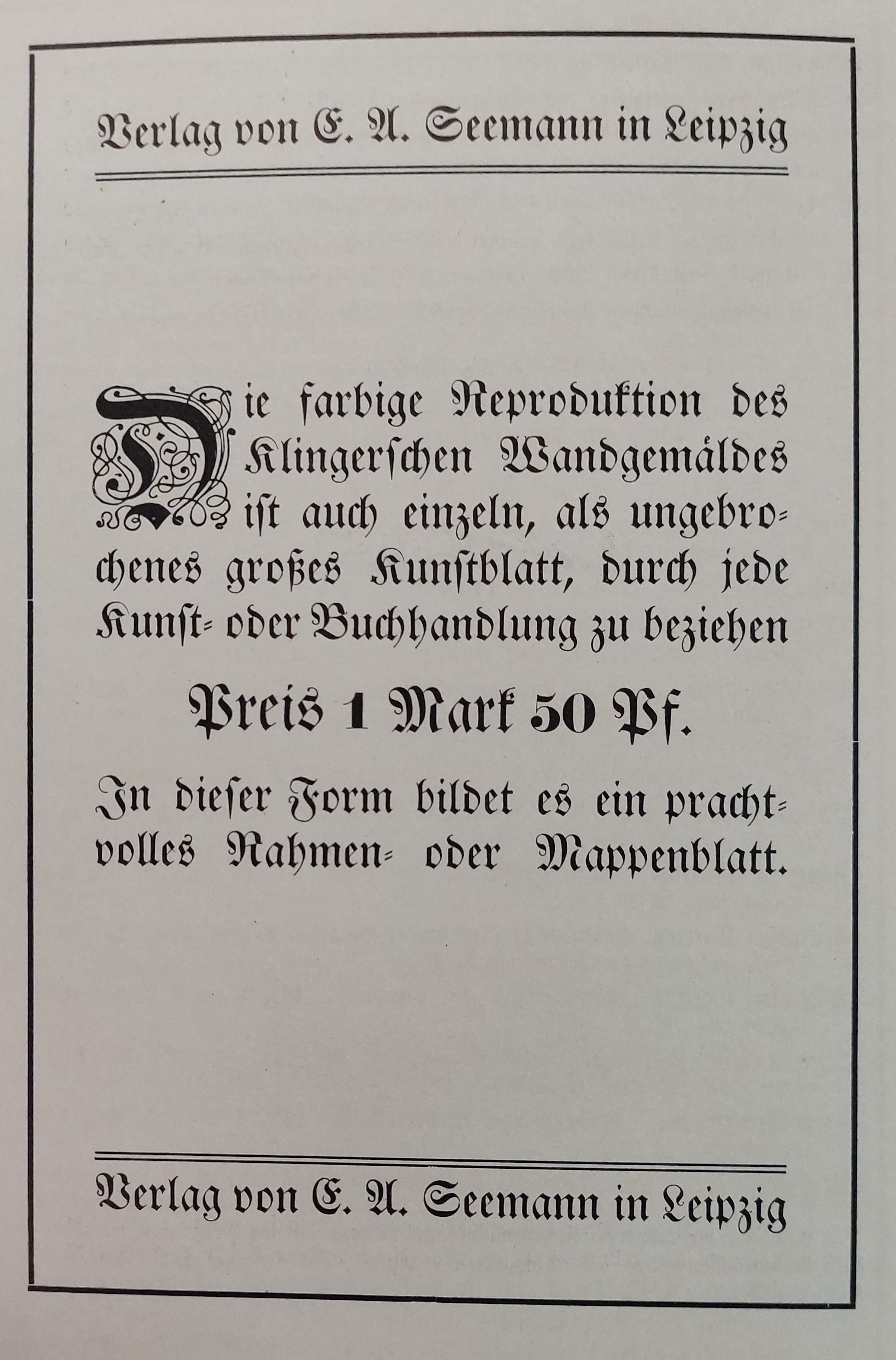
Verlagsanzeige für eine Reproduktion (1909)

Trotz der Zerstörung 1943 gibt es durch zahlreiche Fotografien eine gute Möglichkeit, sich über seine einstige Gestalt eine Vorstellung zu machen. Allerdings lassen sich hinsichtlich der Maltechnik nicht mehr sichere Angaben machen. So gibt es einerseits die Angabe, dass Klinger es in Öl gemalt hatte, während er selbst in Briefen angab, mit Tempera- und Aquarellfarben experimentiert zu haben und seiner eigenen Angabe nach vom Pinselauftrag zur Spachtel übergegangen sei. Es dominieren auf dem Gemälde die überlebensgroßen Figuren. Der gesamte Zyklus ist zweigeteilt. Im rechten Bildteil sind eine Waldlandschaft und eine steil aufragende Felslandschaft dargestellt. Die Farbenwahl ist dunkler als im linken Teil. Im Vordergrund verläuft ein kleiner Bach durch die Wiese. Am äußeren Bildrand erscheint Alexander der Große mit Helm, begleitet von drei Amazonen. Die Figurengruppe dazwischen lässt sich nicht genau deuten. Auf dem vorderen Wiesenstreifen wandeln die Philosophen Platon und Aristoteles. Diese sind wiederum auch die Überleitung zur linken Bildhälfte. Die Landschaft hier ist eine idealisierte Meeresbucht des Ägäischen Meeres mit einer Ansammlung von Menschen. Dargestellt ist stilisiert u. a. ein Publikum, das einem Redner zuhört, den  ein Lauten- und ein Triangelspieler begleiten. Der Redner ist, auf einem Steinpodest sitzend, der blinde Dichter Homer. Wild gestikuliert er mit seinen zum Himmel aufgereckten Händen und seinem Blick dahin. Am linken Bildrand schwebt unbemerkt von der Zuhörergruppe über einem Abgrund die Liebesgöttin Aphrodite.
Bei aller Symbolik des Bildes sind zwei Personen aus dem Umfeld Klingers konkret auszumachen. So ist die in der Bildmitte allein am Baum lehnende Frauengestalt Klingers Lebensgefährtin Elsa Asenijeff (1867–1941) und der Mann rechts außen in Homers Zuhörergruppe der in München und Leipzig lebende Maler und Grafiker Otto Greiner (1869–1916), mit dem Klinger seit ihrer Begegnung in Italien befreundet war. In der Figurengruppe, die dem gestikulierenden Homer gegenübersitzt, ist die vierte von rechts dargestellte Person, ein Rothaariger mit Bart, ein auf ein frühes Selbstporträt Klingers von 1891 zurückzuführendes Zitat, das sich im Dialog mit der dargestellten Elsa Asenjieff befindet.

## Literatur

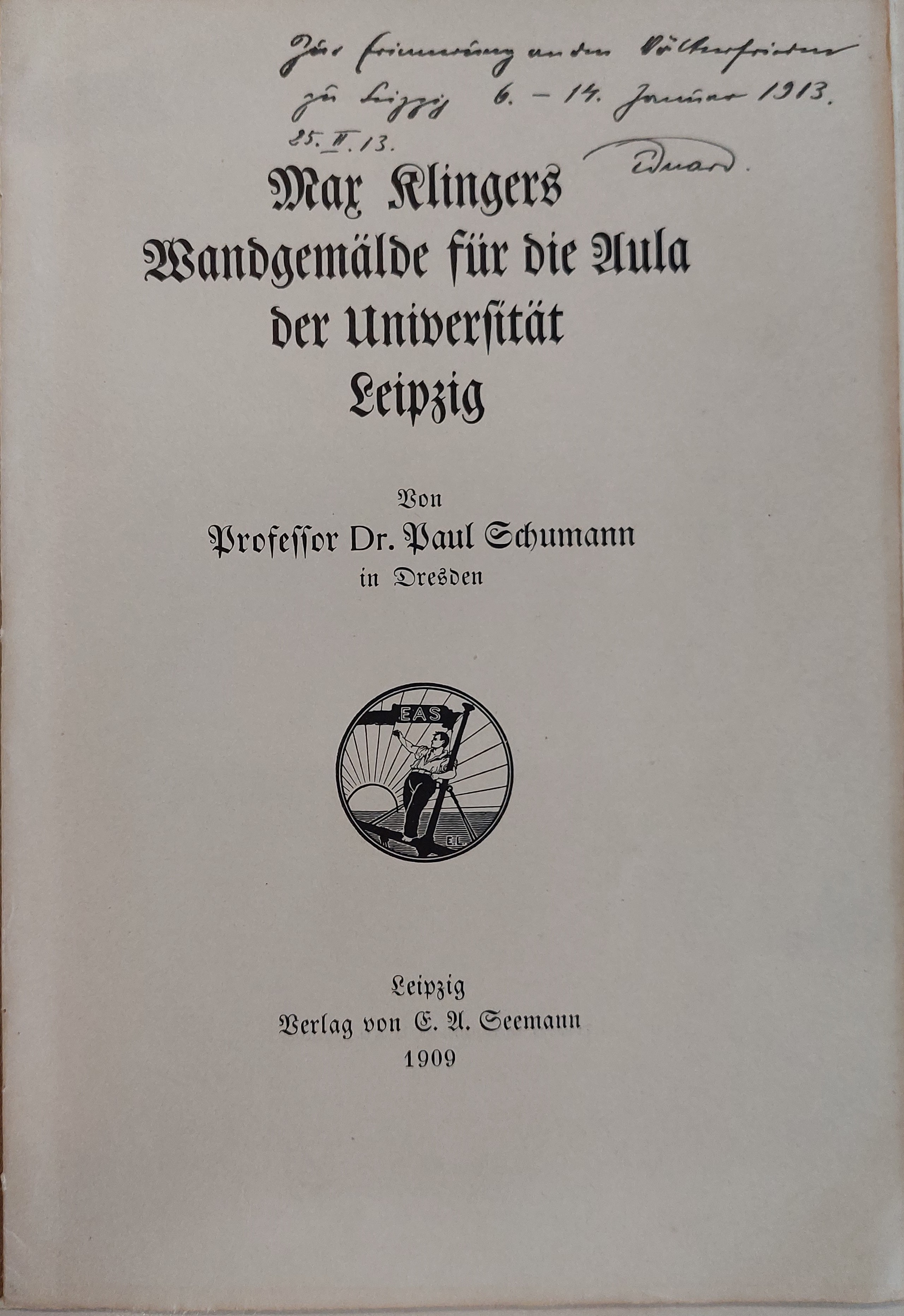
Paul Schumann (1909)